# Chaetolepis loricarella
Chaetolepis loricarella är en tvåhjärtbladig växtart som beskrevs av José Jéronimo Triana. Chaetolepis loricarella ingår i släktet Chaetolepis och familjen Melastomataceae.
Artens utbredningsområde är Colombia. Inga underarter finns listade i Catalogue of Life.